# Conferència d'Annapolis
La Conferència d'Annapolis fou una trobada celebrada a Annapolis el 2007 entre les autoritats palestines i israelianes per tal de reprendre les negociacions de pau amb la mediació dels Estats Units, país que augmentà el seu lideratge en la cerca d'una solució diplomàtica.

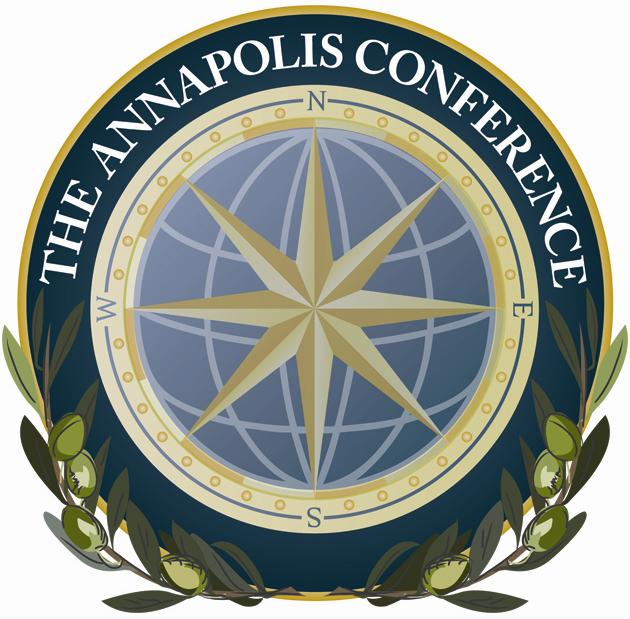
Logotip de la conferència

## La conferència
La conferència tingué lloc el 27 de novembre de 2007 a la seu de la United States Naval Academy amb participants de diversos països i les principals institucions internacionals (entre elles delegats oficials de les Nacions Unides i la Unió Europea). Prèviament s'havien intentat apropar postures entre els negociadors amb reunions preliminars, visites dels mediadors a les zones afectades i converses amb les entitats amb més impacte sobre l'opinió pública. El president George Walker Bush fou l'encarregat d'inaugurar la conferència, amb un discurs on es defensava la solució d'establir dos estats a la zona en conflicte.
Mahmud Abbas, el representant palestí, va demanar que el nou estat palestí inclogués els territoris de Gaza i Cisjordània i que s'abordés la qüestió dels refugiats, dels subministraments (especialment l'aigua) i l'estatus de Jerusalem en el nou mapa polític. Ehud Olmert, per la part d'Israel, va declarar-se disposat a cedir parts de Jerusalem per garantir la seguretat del procés de pau.

## Conseqüències
La conferència no va poder implementar els seus objectius. Primerament, el partit conservador israelià, en coalició amb Olmert, va amenaçar de retirar-li el suport si cedir part dels territoris de Jerusalem als palestins i, per tant, la negociació va quedar aturada en un punt principal. Hamas va organitzar aleshores manifestacions a diversos països àrabs per demanar el boicot de la conferència. L'ONU va intentar salvar la conferència amb un comunicat a favor del full de ruta traçat, però va haver de retirar-la per les queixes formals de l'estat d'Israel. Diverses organitzacions pacifistes van mostrar el suport al manifest però no va ser suficient enfront de les veus crítiques creixents per part dels països àrabs i de les organitzacions jueves ortodoxes i cristianes neoconservadores.
Un resultat positiu de la conferència va ser l'explicitació de determinats punts del conflicte de manera oficial i l'establiment d'una comissió específica per analitzar possibles vies de solució per a la ciutat de Jerusalem. Igualment va ser el primer cop que es va aprovar per les dues parts (encara que després fos rebutjat l'acord) la possibilitat d'establir oficialment dos estats, un israelià i un palestí, al Llevant. També fou la primera vegada que els palestins comptaven amb un interlocutor propi considerat al mateix nivell que l'homòleg israelià, i no un delegat dins un grup d'estats àrabs. Per tots aquests motius la conferència ha marcat un punt d'inflexió en el procés de pau malgrat no assolís un compromís d'acord efectiu. Les negociacions van continuar després de la clausura oficial de l'esdeveniment.